# 天城池田家
天城池田家（あまきいけだけ）は、池田氏庶流にあたる武家・士族・華族だった家。江戸時代には備前岡山藩主池田家で天城を領する家老家として続き、維新後には士族を経て華族の男爵家に列せられた。

## 歴史
同家の初代池田由之は、池田恒興の長男池田元助の嫡男であり、本来は池田氏の嫡流に当たるが、元助が長久手の戦いで戦死した際に由之は幼かったために家督を継げず、元助の弟の輝政が家督を継ぎ、由之は輝政に仕えることになった。
元和3年（1617年）の鳥取入封の際に米子3万2000石に封じられ、寛永9年（1632年）の岡山入封では由之の子由成が下津井城代となったが、同16年の一国一城令で下津井城は廃城となった。その後は天城村に陣屋を構え、以降天城池田家と呼ばれるようになった。以降天城池田家は岡山藩次席家老家として明治維新まで続いた。由成の娘熊子は赤穂藩浅野家家老家の大石良昭に嫁いでおり、その間に生まれたのが忠臣蔵で著名な大石良雄（大石内蔵助）だった。
幕末維新期の当主政和は戊辰戦争で官軍の先鋒を務めて東北各地を転戦して戦功を挙げた。
維新後には天城池田家は当初士族に列した。明治17年（1884年）に華族が五爵制になった際に定められた『叙爵内規』の前の案である『爵位発行順序』所収の『華族令』案の内規（明治11年・12年ごろ作成）や『授爵規則』（明治12年以降16年ごろ作成）では旧万石以上陪臣が男爵に含まれており、天城池田家も男爵候補に挙げられているが、最終的な『叙爵内規』では旧万石以上陪臣は授爵対象外となったためこの時点では天城池田家は士族のままだった。
明治15年・16年ごろ作成と思われる『三条家文書』所収『旧藩壱万石以上家臣家産・職業・貧富取調書』は、池田政和について旧禄高を3万石、所有財産は金禄公債1万6150円、田畑3町1畝7歩、塩田1町1反7畝13歩、山林1町4反3畝13歩、宅地1町4反26歩、建家383坪、職業は無職、貧富景況は空欄になっている。
明治24年（1891年）には宗家の池田章政侯爵が政和の叙爵を宮内省に請願。宮内省の審議の結果、家の由緒、政和の戊辰戦争での賊徒追討の戦功、華族としての体面を維持するだけの財産を保持している点から請願は認められ、同年12月28日付けで政和は男爵に叙された。
その息子の2代男爵政佑は陸軍軍人となり、歩兵少佐まで昇進した。
その息子の3代男爵政之の代に天城池田男爵家の邸宅は東京市中野区氷川町にあった。

## 歴代当主
1. 池田由之（よしゆき）[6]
2. 池田由成（よしなり）[6]
3. 池田由孝（よしたか）[6]
4. 池田由勝（よしかつ）[6]
5. 池田保教（やすのり）[6]
6. 池田政純（まさずみ）[6]
7. 池田政喬（まさたか）[6]
8. 池田政孝（まさたか）[6]
9. 池田政徳（まさのり）[6]
10. 池田政昭（まさあき）[6]
11. 池田政和（まさやす）[6]
12. 池田政佑（まさすけ）[6]
13. 池田政之（まさゆき）[6]
14. 池田政克（まさかつ）[6]

### 系譜
```
太線は実子、細線は養子。
```

```
恒興

 ┣━━┳━━┳━━┓

元助
　
輝政
　
長吉
　
長政

 ┣━━┓

由之
　
元信

 ┣━━┳━━┳━━┓

由成
　
由英
　
忠義
　
之政

 ┣━━┳━━┓

由孝
　
由貞
　
熊子
＝＝
大石良昭

 ┣━━┓　　　　┃

由勝
　
由道
　　
大石良雄

 ｜

保教

 ｜

政純

 ┝━━┓

政喬
　
政辰

 ┣━━┓

政孝
　
長興

 ｜

政徳

 ┃

政昭

 ┃

政和

 ┃

政佑

 ┃

政之

 ┃

政克
```